# Bakterienrasen

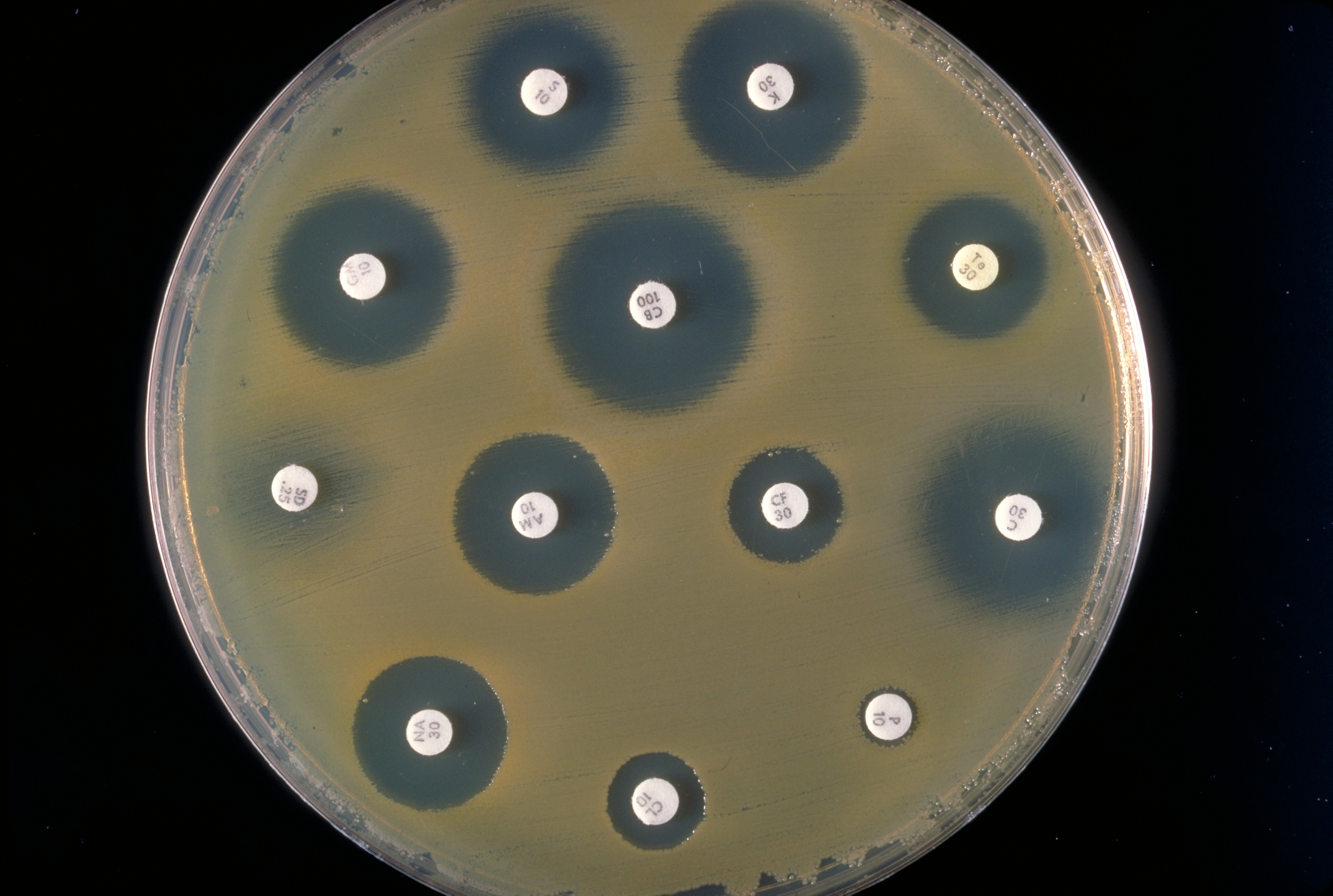
Bakterienrasen auf einer Agarplatte bei einem Antibiogramm

Als Bakterienrasen bezeichnet man in der Mikrobiologie eine dichte Aussaat von Bakterien auf einem festen Nährmedium (meist eine Agarplatte). Dazu wird eine Reinkultur eines Bakterienstammes mit einer Impföse oder einem Drigalskispatel gleichmäßig auf der Platte verteilt und in der Regel über Nacht bebrütet. Es kommt zu einem gleichmäßig verteilten Bakterienwachstum auf der Agarplatte.
Die Technik des Bakterienrasens wird in der mikrobiologischen Diagnostik dazu verwendet, das Vorhandensein von Hemmstoffen z. B. mit Hilfe des Hemmhoftests nachzuweisen oder die Empfindlichkeit eines bestimmten Bakterienstammes gegenüber verschiedenen Antibiotika zu untersuchen (Antibiogramm). Beim Hemmhoftest besteht der Bakterienrasen meist aus einer Reinkultur von Bacillus subtilis (in der medizinischen Diagnostik) oder Serratia marcescens (als Bioindikator bei umweltbiologischen Untersuchungen). Bei beiden Testverfahren wird nach dem Ausstreichen des Bakterienrasens ein Papierplättchen mit der zu untersuchenden Probe oder dem zu testenden Antibiotikum aufgelegt. Nach der Bebrütung weist ein Hemmhof unterschiedlicher Größe auf eine Hemmung des Bakterienwachstums hin.